# Slip

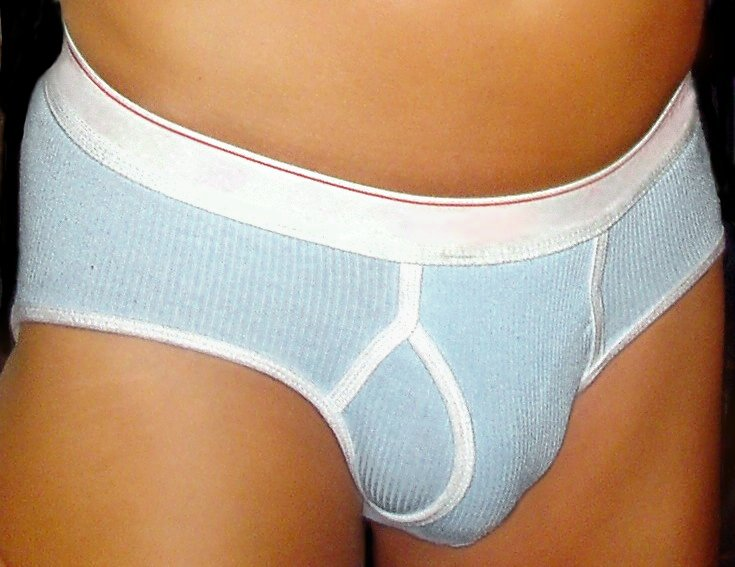
Hombre usando un slip.

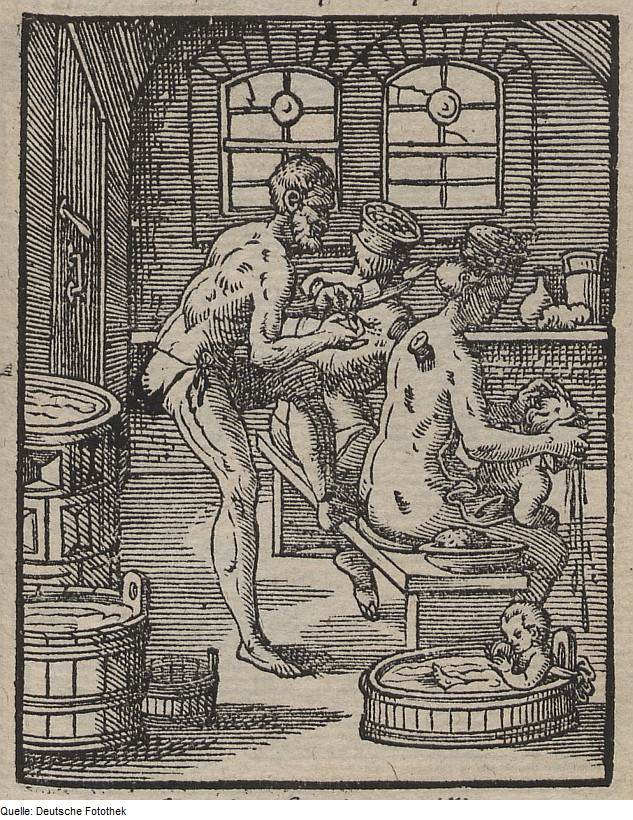
Interior de una casa de baños con un hombre en slip y una mujer desnuda sentados en un banco, Hartmann Schopper 1568.

Un slip o trusa es un calzoncillo ajustado, sin perneras y con o sin bragueta que retiene los órganos genitales en una posición fija. Esto lo hace ideal para actividades deportivas o para aquellos que quieren un soporte que los bóxers no proporcionan.

## Historia
Los calzoncillos clásicos para hombres fueron vendidos por primera vez el 19 de enero de 1935 por Coopers, Inc. (ahora conocido como Jockey International ), en Chicago , Illinois , en los grandes almacenes Marshall Field . Llamaron a la nueva ropa interior "Jockey", porque ofrecía un grado de soporte similar al del suspensorio (un estilo de los cuales también se llama "calzoncillos deportistas" o "calzoncillos de apoyo").  Según se informa, el diseñador del nuevo estilo se inspiró en una postal que había recibido de un amigo que visitaba la Riviera francesa y que mostraba a un hombre con un traje de baño muy corto y ajustado. Se vendieron 30.000 pares a los tres meses de su introducción.  En el Reino Unido , las calzoncillos se vendieron por primera vez en 1938.  Pronto, las tiendas vendían 3.000 pares de calzoncillos por semana.
En la década de 1960, la ropa interior de moda se introdujo en los Estados Unidos y, después de un período de declive, se hizo más prominente en la década de 1970 a medida que disminuyó la creencia de que usar ropa interior de moda era menos masculino. En la década de 1980, los calzoncillos de moda masculina se hicieron más populares en los Estados Unidos;  en 1985 constituían el 25% del mercado de ropa interior masculina, mientras que casi no tenían participación c.  1980 . Por esa época se introdujeron las marcas de braguitas de moda para niños Underoos y Funpals . Según el director de marketing de Hanes , John Wigodsky, las mujeres compraban calzoncillos de moda para sus maridos por motivos estéticos y, por lo tanto, los calzoncillos de moda se hicieron más populares entre los hombres.  En 1990, Tom Zucco del Tampa Bay Times entrevistó a vendedores de ropa masculina: un trabajador afirmó que alrededor del 50% de los calzoncillos vendidos eran calzoncillos blancos. 
Durante la década de 1990 y principios de la de 2000, la popularidad de los calzoncillos masculinos disminuyó en los EE. UU. y otros lugares, y los calzoncillos tipo bóxer pasaron a ser ampliamente retratados como la opción informal y masculina. Sin embargo, más recientemente, a medida que la moda masculina ha tendido a favorecer ropa más personalizada, la ropa interior ajustada, como los calzoncillos, ha vuelto a estar de moda, incluidos estilos más nuevos como los calzoncillos tipo bóxer.

## Denominaciones por país
- Calzoncillo, genérico.
- Slip (en Argentina, Chile y España)
- Cueca, (en Brasil)
- Trusa (en México, Perú y Bolivia)
- Interior o interiores (en Venezuela)
- Pantaloncillos (en Colombia)

## Salud
Algunos médicos dicen que la temperatura puede afectar la producción de espermatozoides y que el slip, al forzar a los testículos contra el cuerpo, interfiere con la espermatogénesis. Muchos médicos le recomiendan a hombres con bajo conteo de esperma que cambien el slip por bóxers. Otros estudios cuestionan que el uso de slips influya la producción de espermatozoides.